# Izonoa (mjesec)
Izonoa (također Jupiter XXVI) je prirodni satelit planeta Jupiter, iz grupe Carme. Retrogradni nepravilni satelit s oko 3.8 kilometara u promjeru i orbitalnim periodom od 751.647 dana.